# Tóth Péter (zeneszerző)
Tóth Péter (Budapest, 1965–) magyar zeneszerző, érdemes művész.

## Életpályája
Zenei tanulmányait a Bartók Béla Zeneművészeti Szakközépiskolában Schwarcz Oszkárnál (ütő) és Kocsár Miklósnál (zeneszerzés) kezdte. 1990-ben diplomázott Petrovics Emil növendékeként. 1999-ben hangmesteri, 2002-ben közoktatásvezetői diplomát szerzett. DLA fokozatát 2008-ban kapta meg.
2011. szeptembertől a Szegedi Tudományegyetem Zeneművészeti Karának tanszékvezető főiskolai docense, 2013. július 1-jétől pedig dékánja, 2015. szeptember 1-től egyetemi tanára.

## Díjai, elismerései
- 1992 Kis-szvit című gyermekkórusa harmadik díjat nyert a kecskeméti Katona – Kodály zeneszerzőversenyen
- 1997-ben készült, zeneszerzőként és társíróként, rendezőként jegyzett Dencity 0.37 című kísérleti kisjátékfilme elnyerte a Trencsénteplici Filmfesztivál I. díját
- 2006-ban Lángok című egyneműkari műve II. díjat nyert a KÓTA 1956 tiszteletére meghirdetett zeneszerzőversenyén
- 2007 Erkel-díj
- 2008-ban …canticum novum című kórusműve Jihlava-ban (Csehország) különdíjban részesült
- 2009-ben Hymnus ad galli canticum című művével megnyerte az AGEC nemzetközi kórusszervezet zeneszerző versenyét, és ezzel az Arany Hangvilla (Golden Diapazon)-díjat
- 2009-ben KÓTA-díjban részesült
- 2010-ben első díjat nyert Salve regina című kettős kórusra írt művével a KÓTA Liszt Ferenc születésének évfordulója alkalmából kiírt zeneszerzőversenyén
- 2013 Bartók Béla–Pásztory Ditta-díj
- 2017 Miniszteri elismerés[3]
- 2017 Európai Kóruszeneszerzői Díj Mesedoboz című gyermekkarra írt szerzeményéért[3]
- 2020 Érdemes művész

## Szakmai tevékenysége
A Színház- és Filmművészeti Egyetem elvégzése után dolgozott hangmérnökként, zenei rendezőként, televíziós adások rendezőasszisztenseként:
- Negyvenéves a Muzsika (Duna TV, rend.: Petrovics Eszter) 1997. Video Beta 50' – rendezőasszisztens
- Koncert közvetítés a Zene Világnapján (MTV) 1997 – rendezőasszisztens
- Paganini, a muzsika démona (Duna TV) 1998, magyar változat R.D.I Stúdió – hangmérnök
- Hangverseny-közvetítés Sárospatakról (Duna TV) 1999 – rendezőasszisztens

Részt vett mozi- és tévéfilmek elkészítésében, többek között:
- Golf (rend.: G. Tóth Kinga) 1996, 16 mm FF 1' kisfilm - zeneszerző
- Testvérgyilkosság (rend.: G. Tóth Kinga) 1996, 16 mm FF 5' kisjátékfilm- zeneszerző
- Jóbarátok (rend.: Fischer Gábor) – dok. film 1996, 20' SVHS - hangmérnök
- Liszt jubileum 1996, videó Hi-8 8' riportfilm – rendező
- Sonora Hungaria 1997, videó Hi-8 16' riportfilm – rendező
- A hal (rend.: Pálfi György) 1997, Video Beta 28' kisjátékfilm – hangmérnök, zeneszerző
- DenCity 0.37 1997, 16 mm FF 12' - kísérleti kisjátékfilm - társíró, társrendező, zeneszerző
- Kamaszkorunk legszebb nyara (MTV) 1998, R.D.I. – hangmérnök
- A recept (rend.:Kalamár György) 1998, Video Beta 22' – hangmérnök
- A hetedik szoba (rend.: Pálfi György) 1998, Video Beta 35' – zeneszerző, hangmérnök
- Jött egy busz – A táltosember (rend. Pálfi György) 2003 35mm, kisjátékfilm - zeneszerző
- Holokauszt-kiállítás kisfilm (rend.: Enyedi Ildikó) 2004 – zeneszerző
- A hetedik kör (rend.: Sopsits Árpád) 2008 játékfilm – zeneszerző
- Exitium - A pusztulás hangjai (rend.: Sopsits Árpád) 2009, 16' rövidfilm – zeneszerző
- Team building (rend.: Almási Réka) 2010, 90' játékfilm – zeneszerző
- 2015. Tranzitidő - TV film, (rendezte Almási Réka) zeneszerző
- A Magyar Művészeti Akadémia rendes tagja
- 2009-ben megalapította a Kontrapunkt Zeneműkiadót kortárs magyar kórusművek kiadására, terjesztésére

- 2019-ben mutatták be az Örkény István drámája alapján készült Tóték című egyfelvonásos operáját.[4]

## Hanglemezek
- Magyar madrigálok (2000) szerzői kiadás
- Sacred & Profane Hungarian Contemporary Choral Anthology HCD 32195 5991813219527 (P) 2003 HUNGAROTON CLASSIC LTD.
- Cyrano de Bergerac utolsó levele (2005) HCD 32288
- Igéző (2008) HCD 32482
- Repliche HCD 32601 5991813260123 2009 Hungaroton Records Ltd.
- Sounds of the 20th Century HCD 32598-99 5991813259820(P) 2009 Hungaroton Records Ltd.
- Hymnus de Magna Hungariae Regina (2008) HCD 32571
- A helység kalapácsa / Téli rege / Kettősverseny – Debreceni Filharmonikus Zenekar, Debreceni Kodály Kórus, vez.: Kocsár Balázs
- Mennyei harmóniák - Berzsenyi Dániel Vegyeskar, vezényel: Vinczeffy Adrienne
- Új utakon – ELTE Bartók Béla Vegyeskar, Egyetemi Koncertzenekar, vezényel: Kovács László  HCD32755
- Világok virága - XXI. századi kórusművek DLCD371 Kölcsey Kórus, vezényel: Tamási László
- Magnus, maior, maximus - 25 éves a Magnificat leánykar
- Trumpet combinations Joachim Pliquett, Matthias Kühnle, Klaus Mertens, Andras Fejer, Arvid Gast  Label: Audiomax, DDD, 2015 Bestellnummer: 8422650
- Öröklét - Bartók Béla Nőikar Szeged, vezényel: Ordasi Péter 2017
- Hajnalban a csillagok – A Marczibányi téri Kodály Iskola Kórusai, vez.: Uhereczky Eszter, 2017
- Szent Gellért-oratórium – Szélpál Szilveszter (bariton), Vaszy Viktor Kórus, Szegedi Szimfonikus Zenekar, vez.: Gyüdi Sándor, Gryllus Kiadó, 2017